# 단양 영춘향교
단양 영춘향교(丹陽 永春鄕校)는 대한민국 충청북도 단양군 영춘면에 있는 조선시대의 향교이다. 1981년 12월 26일 충청북도의 유형문화재 제106호로 지정되었다.

## 개요
향교는 훌륭한 유학자를 제사하고 지방민의 유학교육과 교화를 위하여 나라에서 지은 교육기관이다.
조선 정종 1년(1399)에 세워진 영춘향교는 임진왜란(1592) 때 불에 타 없어졌다. 광해군 6년(1614)에 남천리로 옮겨 지었으나 불이나서 정조 15년(1791)에 현재의 자리로 옮겼다. 그 뒤 여러 차례의 수리를 거쳐서 오늘에 이르고 있다. 현재 남아있는 건물은 대성전·명륜당·동재·서재·교직사 등이 있다.
대성전은 공자를 비롯하여 여러 성현들의 위패를 모시고 제사지내는 곳이고, 명륜당은 학생들이 공부하던 강당이다. 이곳의 건물 배치는 명륜당과 대성전이 위·아래로 배치되어 있는 다른 곳과는 달리 명륜당이 대성전의 오른쪽 앞에 위치한 특이한 형태를 보여준다.
조선시대에는 국가로부터 토지·노비·책 등을 지급 받아서 학생들을 가르쳤으나, 갑오개혁(1894) 이후에는 교육적 기능은 없어지고, 봄·가을 2차례에 걸쳐 제사만 지낸다.

## 명칭 변경
당초 영춘향교로 문화재 명칭이 지정되었으나, 2013년 1월 18일 현 행정구역명을 추가하여 현재의 문화재 명칭으로 변경되었다.

## 참고 자료
- 단양 영춘향교 - 국가유산청 국가유산포털